# Geranomyia conjurata
Geranomyia conjurata is een tweevleugelige uit de familie steltmuggen (Limoniidae). De soort komt voor in het Australaziatisch gebied.